# Lijst van voetbalinterlands Ecuador - Guatemala
Deze lijst van voetbalinterlands is een overzicht van alle officiële voetbalwedstrijden tussen de nationale teams van Ecuador en Guatemala. De landen speelden tot op heden negen keer tegen elkaar. De eerste ontmoeting, een vriendschappelijke wedstrijd, werd gespeeld in Guatemala-Stad op 9 december 1984. Het laatste duel, eveneens een vriendschappelijke wedstrijd, vond plaats op 21 maart 2024 in Harrison (Verenigde Staten).

## Wedstrijden
| № | Plaats         | Datum             | Competitie        | Wedstrijd           | Uitslag |
| - | -------------- | ----------------- | ----------------- | ------------------- | ------- |
| 1 | Guatemala-Stad | 9 december 1984   | Vriendschappelijk | Guatemala – Ecuador | 1 – 0   |
| 2 | Guatemala-Stad | 24 mei 1992       | Vriendschappelijk | Guatemala – Ecuador | 1 – 1   |
| 3 | Guatemala-Stad | 25 maart 1997     | Vriendschappelijk | Guatemala – Ecuador | 0 – 0   |
| 4 | Guatemala-Stad | 3 februari 1999   | Vriendschappelijk | Guatemala – Ecuador | 0 – 0   |
| 5 | Edmonton       | 4 juni 1999       | Vriendschappelijk | Guatemala − Ecuador | 1 − 3   |
| 6 | Guayaquil      | 12 januari 2002   | Vriendschappelijk | Ecuador – Guatemala | 1 – 0   |
| 7 | Ambato         | 20 augustus 2003  | Vriendschappelijk | Ecuador – Guatemala | 2 – 0   |
| 8 | Bridgeview     | 11 september 2018 | Vriendschappelijk | Guatemala − Ecuador | 0 − 2   |
| 9 | Harrison       | 21 maart 2024     | Vriendschappelijk | Ecuador − Guatemala | 2 − 0   |

## Samenvatting
| Competitie        | Totaal gespeeld | Winst Ecuador | Gelijk | Winst Guatemala | Doelsaldo Ecuador – Guatemala |
| ----------------- | --------------- | ------------- | ------ | --------------- | ----------------------------- |
| Vriendschappelijk | 9               | 5             | 3      | 1               | 11 − 3                        |
| Totaal            | 9               | 5             | 3      | 1               | 11 − 3                        |

Wedstrijden bepaald door strafschoppen worden, in lijn met de FIFA, als een gelijkspel gerekend.

## Details

### Eerste ontmoeting
| Vriendschappelijk (Guatemala-Stad, Guatemala, 9 december 1984): |              | |
| Guatemala                                                       | 1 – 0        | Ecuador |
| Doelpuntenmaker onbekend                                        | goals        | |
|                                                                 | bondscoach   | Antoninho Ferreira |
|                                                                 | opstellingen | Israel Rodríguez Flavio Perlaza Orly Klinger Hólger Quiñónez Hans Maldonado José Villafuerte ??' Carlos Torres Garcés Marcelo Hurtado Fernando Baldeón Lupo Quiñónez Hamilton Cuvi |
|                                                                 | wissels      | ??' José Vicente Moreno |

### Tweede ontmoeting
| Vriendschappelijk (Guatemala-Stad, Guatemala, 24 mei 1992):                                                                                    |              | |
| Guatemala | 1 – 1        | Ecuador |
| Edwin Westphal 31' | goals        | 43' (pen.) Iván Hurtado |
| Miguel Ángel Brindisi | bondscoach   | Dušan Drašković |
| | opstellingen | Jacinto Espinoza Dannes Coronel Luis Enrique Capurro Iván Hurtado José Fernando Guerrero Héctor Carabalí Nixon Carcelén ??' Juan Carlos Garay Cléber Chalá ??' Eduardo Hurtado Ángel Fernández |
| | wissels      | ??' Oswaldo de la Cruz ??' Diego Herrera |
| - Debuut van Jacinto Espinoza, Iván Hurtado, Héctor Carabalí, Eduardo Hurtado, Oswaldo de la Cruz, Diego Herrera en Cléber Chalá voor Ecuador. |              | |

### Derde ontmoeting
| Vriendschappelijk (Guatemala-Stad, Guatemala, 25 maart 1997): |       |         |
| Guatemala                                                     | 0 – 0 | Ecuador |
|                                                               | goals |         |

### Vierde ontmoeting
| Vriendschappelijk (Guatemala-Stad, Guatemala, 3 februari 1999):                                                                                             |              | |
| Guatemala | 0 – 0        | Ecuador |
| | goals        | |
| | bondscoach   | Carlos Sevilla |
| Edgar Estrada Germán Ruano Iván León Catalino Molina Álvaro Jiménez Nelson Cáceres Jorge Rodas ??' Julio Girón Freddy García Edgar Valencia ??' Carlos Ruiz | opstellingen | José Cevallos Augusto Porozo Alberto Montaño Pavel Caicedo ??' Ángel Valencia Marlon Ayoví Moisés Candelario ??' Héctor Carabalí ??' Wellington Sánchez ??' Héctor Ferri Eduardo Hurtado |
| Selvyn Ponciano ??' Claudio Rojas ??' | wissels      | ??' Omar de Jesús ??' Edwin Tenorio ??' Ángel Fernández ??' Edison Maldonado |

### Zesde ontmoeting
| Vriendschappelijk (Guayaquil, Ecuador, 12 januari 2002): |              | |
| Ecuador | 1 – 0        | Guatemala |
| Iván Hurtado 83' | goals        | |
| Hernán Darío Gómez | bondscoach   | Julio César Cortés |
| José Cevallos Olfilio Mercado 65' Augusto Poroso Iván Hurtado Luis Capurro 59' Carlos Hidalgo Edwin Tenorio 65' Moisés Candelario 65' Cristian Lara Carlos Tenorio Nicolás Asencio 88' | opstellingen | Edgar Estrada Denis Chen Gustavo Cabrera Israel Donis Álvaro Jiménez 64' Gonzalo Romero 67' Fabricio Benítez 52' Omar Pivaral Freddy García 85' Carlos Ruiz 52' Juan Carlos Plata |
| Hugo Guerrón 59' Marlon Ayoví 65' Luis Gómez 65' Edison Méndez 65' Juan Carlos Burbano 88'                                                                                             | wissels      | 52' Freddy Thompson 52' Mario Acevedo 64' Luis Pérez 67' Claudio Alvizuris 85' Walter Estrada                                                                                     |
| Cristian Lara 15' Nicolás Asencio 17' Edwin Tenorio 42' | gele kaarten | |

### Zevende ontmoeting
| Vriendschappelijk (Ambato, Ecuador, 20 augustus 2003): |              | |
| Ecuador | 2 – 0        | Guatemala |
| Jhonny Baldeón 6' Álex Aguinaga 50' | goals        | |
| Hernán Darío Gómez | bondscoach   | Víctor Manuel Aguado |
| José Cevallos Neicer Reasco Iván Hurtado Giovanny Espinoza Cléber Corozo 46' Luis Fernando Saritama 46' Edison Méndez Santiago Morales 46' Álex Aguinaga 62' Franklin Salas 46' Johnny Baldeón 46' | opstellingen | Paulo César Motta Evelardo Valencia 78' Pablo Melgar Néstor Martínez Julio Monterroso Héctor Aguirre 74' Gonzalo Romero 74' Edwin González Fredy Thompson 46' Juan Carlos Plata 78' Mario Acevedo |
| Fricson George 46' Alfonso Obregón 46' Marlon Ayoví 46' Ángel Fernández 46' Ebelio Ordóñez 46' Paul Ambrossi 62'                                                                                   | wissels      | 46' Eddy Ortíz 74' José Zacarías 74' Hernán Sandoval 78' José Hernández 78' Mario Rodríguez |
| Luis Fernando Saritama 36' | gele kaarten | 36' Evelardo Valencia |

FEF · A-internationals · Bondscoaches · Selecties · Statistieken · Ecuadoraans vrouwenelftal · Olympisch elftal · Ecuador U21 · Ecuador U20 · Ecuador U18 · Ecuador U17
1938 – 1949 ·
1950 – 1959 ·
1960 – 1969 ·
1970 – 1979 ·
1980 – 1989 ·
1990 – 1999 ·
2000 – 2009 ·
2010 – 2019 ·
2020 − 2029
WK 2002 · 
WK 2006 · 
WK 2014
1938 · 
1939 · 
1940 · 
1941 · 
1942 · 
1943 · 1944 · 
1945 · 
1946 · 
1947 · 
1948 · 
1949 · 
1950 · 1951 · 1952 · 
1953 · 
1954 · 
1955 · 
1956 · 
1957 · 
1958 · 
1959 · 
1960 · 
1961 · 1962 · 
1963 · 
1964 · 
1965 · 
1966 · 
1967 · 1968 · 
1969 · 
1970 · 
1971 · 
1972 · 
1973 · 
1974 · 
1975 · 
1976 · 
1977 · 
1978 · 
1979 · 
1980 · 
1981 · 
1982 · 
1983 · 
1984 · 
1985 · 
1986 · 
1987 · 
1988 · 
1989 · 
1990 · 
1991 · 
1992 · 
1993 · 
1994 · 
1995 · 
1996 · 
1997 · 
1998 · 
1999 · 
2000 · 
2001 · 
2002 · 
2003 · 
2004 · 
2005 · 
2006 · 
2007 · 
2008 · 
2009 · 
2010 · 
2011 · 
2012 · 
2013 · 
2014 · 
2015 · 
2016 · 
2017 ·
2018 ·
2019 ·
2020 ·
2021 ·
2022
Argentinië ·
Armenië ·
Australië ·
Bolivia · 
Brazilië ·
Bulgarije ·
Canada ·
Chili ·
Colombia ·
Costa Rica ·
Cuba ·
Denemarken ·
DDR ·
Duitsland ·
El Salvador ·
Engeland ·
Estland ·
Finland ·
Frankrijk ·
Griekenland ·
Guatemala ·
Haïti ·
Honduras ·
Ierland ·
Irak ·
Iran ·
Italië ·
Jamaica ·
Japan ·
Joegoslavië ·
Jordanië ·
Kaapverdië ·
Koeweit ·
Kroatië · 
Libanon ·
Mexico ·
Nederland ·
Nigeria ·
Noord-Macedonië ·
Oeganda ·
Oman ·
Panama ·
Paraguay ·
Peru ·
Polen ·
Portugal ·
Qatar ·
Roemenië ·
Saoedi-Arabië ·
Schotland ·
Senegal ·
Spanje ·
Trinidad en Tobago ·
Turkije · 
Uruguay ·
Venezuela ·
Verenigde Staten ·
Wit-Rusland ·
Zambia ·
Zuid-Afrika ·
Zuid-Korea ·
Zweden ·
Zwitserland
Costa Rica (2006) · 
Duitsland (2006) · 
Engeland (2006) · 
Frankrijk (2014) · 
Honduras (2014) · 
Nederland (2022) · 
Polen (2006) · 
Qatar (2022) · 
Zwitserland (2014)
FNFG · A-internationals · Selecties · Guatemalteeks vrouwenelftal
1920 – 1949 ·
1950 – 1969 ·
1970 – 1979 ·
1980 – 1989 ·
1990 – 1999 ·
2000 – 2009 ·
2010 – 2019 ·
2020 − 2029
1921 · 
1922 · 
1923 · 
1923–1929 · 
1930 · 
1931–1934 · 
1935 · 
1935–1942 · 
1943 · 
1944 · 1945 · 
1946 · 
1947 · 
1948 · 
1949 · 
1950 · 
1941 · 1942 · 
1953 · 
1954 · 
1955 · 
1956 · 
1957 · 
1958 · 1959 · 
1960 · 
1961 · 1962 · 
1963 · 
1964 · 
1965 · 
1966 · 
1967 · 
1968 · 
1969 · 
1970 · 
1971 · 
1972 · 
1973 · 
1974 · 
1975 · 
1976 · 
1977 · 
1978 · 1979 · 
1980 · 
1981 · 1982 · 
1983 · 
1984 · 
1985 · 
1986 · 
1987 · 
1988 · 
1989 · 
1990 · 
1991 · 
1992 · 
1993 · 1994 · 
1995 · 
1996 · 
1997 · 
1998 · 
1999 · 
2000 · 
2001 · 
2002 · 
2003 · 
2004 · 
2005 · 
2006 · 
2007 · 
2008 · 
2009 · 
2010 · 
2011 · 
2012 · 
2013 · 
2014 ·
2015 ·
2016 ·
2017 ·
2018 ·
2019 ·
2020 ·
2021 ·
2022 ·
2023 ·
2024
Anguilla ·
Antigua en Barbuda ·
Argentinië ·
Armenië ·
Barbados ·
Belize ·
Bermuda ·
Bolivia ·
Brazilië ·
Britse Maagdeneilanden ·
Canada ·
Chili ·
Colombia ·
Costa Rica ·
Cuba ·
Curaçao ·
Dominica ·
Dominicaanse Republiek ·
Ecuador ·
El Salvador ·
Grenada ·
Guyana ·
Haïti ·
Honduras ·
IJsland ·
Iran ·
Israël ·
Jamaica ·
Japan ·
Mexico ·
Nederlandse Antillen ·
Nicaragua ·
Noorwegen ·
Panama ·
Paraguay ·
Peru ·
Polen ·
Puerto Rico ·
Qatar ·
Saint Lucia ·
Saint Vincent en de Grenadines ·
Slowakije ·
Sovjet-Unie ·
Suriname ·
Trinidad en Tobago ·
Uruguay ·
Venezuela ·
Verenigde Staten ·
Zuid-Afrika ·
Zuid-Korea